# Sztafeta Tysiąclecia
Sztafeta Tysiąclecia – przejazd kolumn motocykli i samochodów, zorganizowany w Polsce z okazji Tysiąclecia Państwa Polskiego.
Sztafeta została rozegrana w dniach 16 kwietnia – 9 maja 1966 i podzielona była na cztery kolumny jadące trasami:
- Lublin – Zgorzelec (trasa najdłuższa – 1211 km[1]),
- Chełm – Kołobrzeg,
- Bogatynia – Szczecin,
- Białystok – Gdańsk[2].

Misją imprezy było przewiezienie na dystansie 3,5 tysiąca kilometrów tzw. Ksiąg Tysiąclecia. W miejscowościach na trasie przejazdu organizowano zawody sportowe, występy artystyczne, wiece i festyny, połączone z odczytywaniem z Księgi Tysiąclecia specjalnie przygotowanego apelu. Składano również meldunki z wykonania różnego rodzaju zobowiązań i czynów podjętych z okazji Tysiąclecia. Finał nastąpił w Zgorzelcu, Szczecinie, Kołobrzegu i Gdańsku, gdzie odbyły się liczne manifestacje. Inicjatorem akcji był Ogólnopolski Komitet Frontu Jedności Narodu, a udział w sztafecie nie zawsze był w pełni spontaniczny.